# 校园

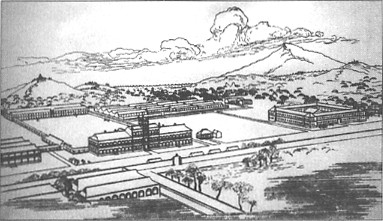
清朝两江师范学堂校园

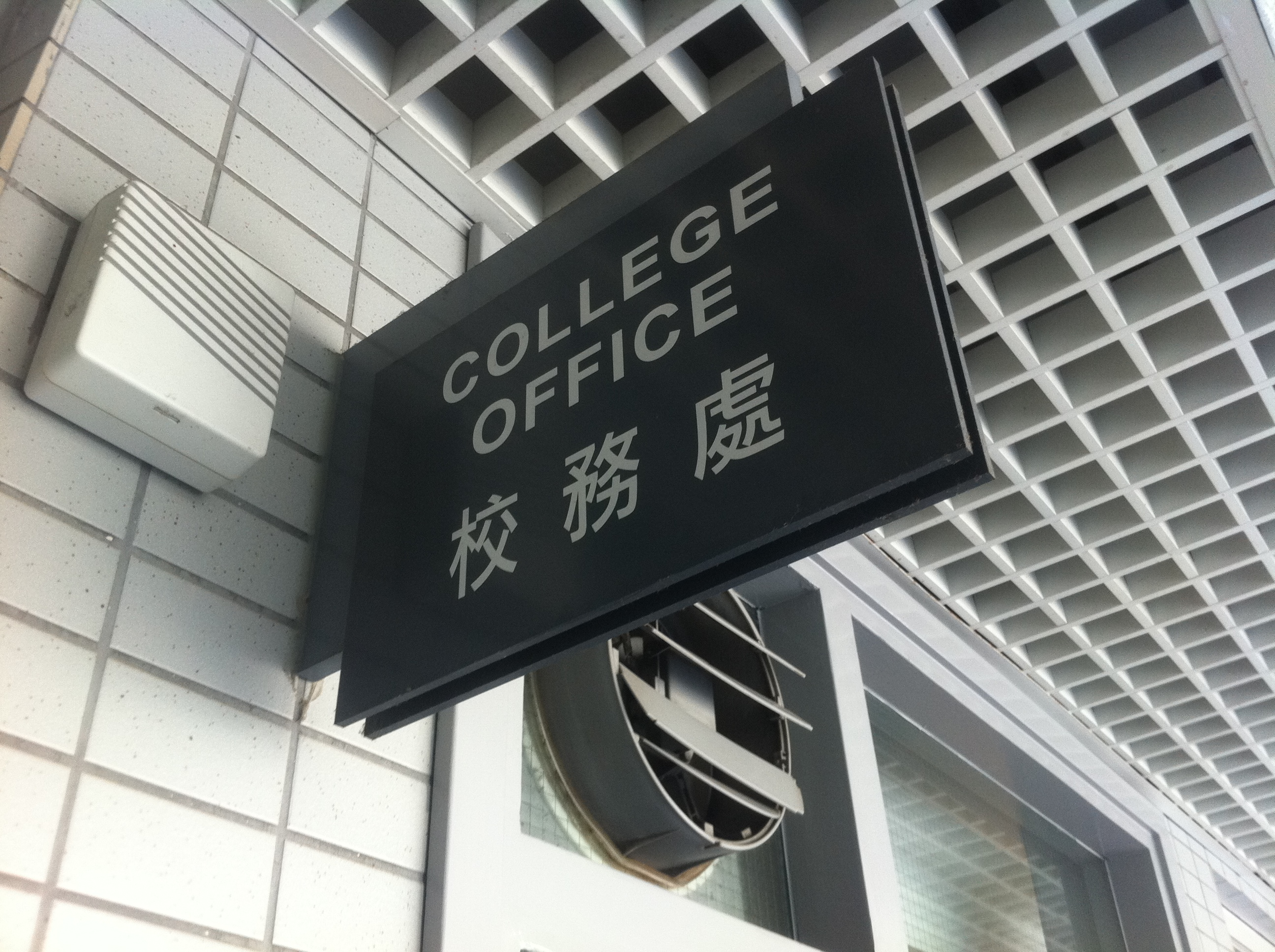
校園的辦公室又名校務處

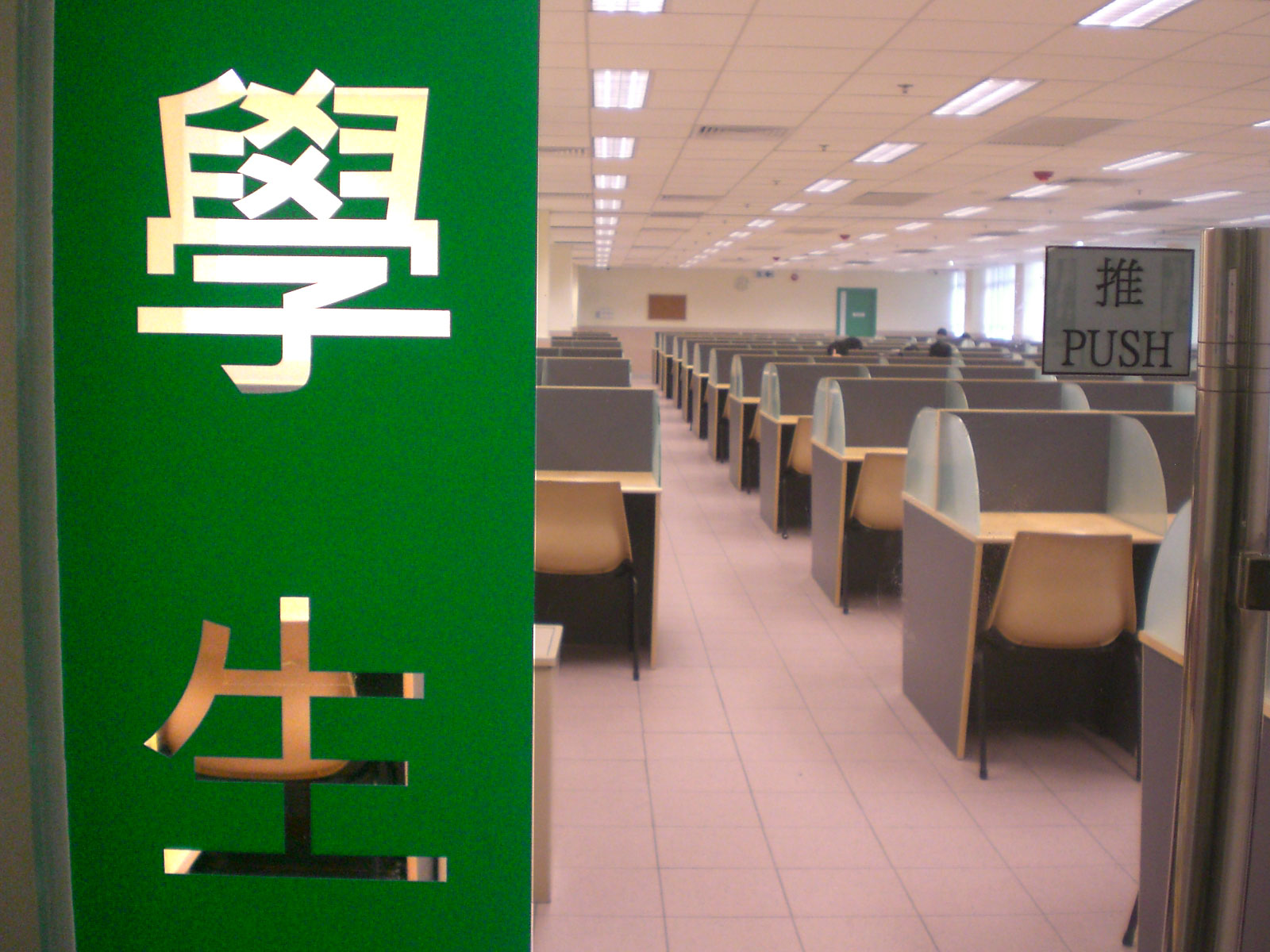
自修室

校园或校区一般是指用围墙划分出某学校可供使用范围（包括教学活动、课余运动、学生和某些与学校相关人员日常生活）内的区域。出入口會有保安站崗。
然而，也有一些学校是没有用围墙明显的划分出可使用范围，此时一般习惯中教学及课余活动的范围也可称作是校园，如校園生活泛指以學校或學生群為主要場景的生活。

## 相關
- 學生宿舍
- 校園民歌
- 校園漫畫
- 課室
- 自修室
- 停車場
- 私家路
- 學生會
- 教員室
- 教務處
- 校長室
- 音樂室
- 小食部
- 飯堂
- 禮堂
- 演講廳
- 影印室
- 實驗室
- 校巴
- 民主牆